# Танцующий человек
«Танцующий человек» (англ. Dancing Man) — фотография, заснятая неустановленным фотографом 15 августа 1945 года в Сиднее, Австралия. На ней запечатлён мужчина, который танцует на улице от радости, узнав, что закончилась Вторая мировая война.  Фотография стала широко известна в Австралии. В 2005 году она появилась на юбилейных австралийских 1-долларовых монетах, посвящённых 60-летию победы. Человек на фото так и не был до конца идентифицирован.

## Обстоятельства съёмки
14 августа 1945 года Япония объявила о капитуляции, что для Австралии означало конец войны, а 15 августа 1945 года премьер-министр Австралии Бен Чифли сообщил об окончании войны по радио.
На улицы вышли радостные люди, ведь почти миллион австралийцев из семи служил во время Второй мировой войны.
Когда репортеры кинохроники австралийского отделения Movietone news выехали на грузовике на съемки ликующей толпы, на Элизабет-стрит, на трамвайных путях, их внимание привлёк танцующий парень. Они попросили его позировать, сняв короткое видео, которое приобрело огромную популярность, как и стоп-кадры из него..

## Композиция
В левой половине кадра два солдата, добродушно улыбаясь, наблюдают за танцующем парнем. Один из солдат без шляпы. Двое матросов, снятые со спины, идут по улице. Две проходящие мимо женщины оживлённо и весело обсуждают танец, одна из них оборачивается на парня. 
Расположенный в правой части кадра молодой и бесшабашный танцующий парень поднял высоко вверх правую руку со шляпой. На него смотрит толпа зевак. Для монеты будет оставлена только фигура парня, ставшего символом Победы в Австралии.

## Установление личностей
Не менее десятка человек заявили, что это они танцуют на знаменитой фотографии. Одного из претендентов зовут Эрн Хилл (англ. Ern Hill).